# Station Cannock
Cannock is een spoorwegstation van National Rail in Cannock, Cannock Chase in Engeland. Het station is eigendom van Network Rail en wordt beheerd door West Midland Trains. Het station is geopend in 1989.